# David Dorantes
David Peña Dorantes (nacido en Lebrija (Sevilla), el 11 de septiembre de 1969), conocido artísticamente como Dorantes, es un pianista gitano español de flamenco y jazz.

## Biografía
Dorantes pertenece a una familia gitana con un gran número de artistas conocidos en el mundo del flamenco en las últimas décadas, siendo hijo de Pedro Peña Fernández, nieto de María Fernández Granados, sobrino de Juan Peña El Lebrijano y estando emparentado con Fernanda de Utrera y Bernarda de Utrera.
Aun así, se ha hecho un nombre propio en el mundo del flamenco con el uso del piano, un instrumento tradicionalmente ajeno al mundo del flamenco. Hasta los años noventa era poco usual utilizar otros instrumentos aparte de la guitarra flamenca, el cajón y las castañuelas.
Se inició de joven en el mundo de la música, empezando por la guitarra (llegó a presentarse a varios concursos), para seguir con el piano a la edad de diez años, cuando comenzó a estudiar en el Real Conservatorio Superior de Música.
Durante su etapa juvenil empieza a abrirse camino en el mundo del flamenco con un instrumento tan atípico como el piano, al cual lleva el ritmo flamenco, a la vez que va incorporando nuevos ritmos influenciados por otros estilos musicales como el jazz o la música clásica. Con el piano mezcla flamenco, música impresionista, con ecos de Debussy y pinceladas de jazz y sinfonismo melódico que encaja en el new age. El propio compositor reconoce que en su formación ha tenido que «inventar técnica y recursos propios».
Habiendo actuado ya en el Real Alcázar ante los reyes de España, en 1998 se dio a conocer al gran público cuando publicó su primer disco, Orobroy, el cual tiene buena recepción tanto de puristas como del público en general, y le lleva a una gira mundial que duró cuatro años, en los que recibió numerosos premios. Es el único artista que fue premiado con tres "giraldillos" en un solo espectáculo en la Bienal de Flamenco de Sevilla.
En el 2001, después de varios años dando conciertos en todo el mundo, saca su segundo disco, Sur, grabado en Sevilla, París y Sofía, el cual vuelve a sorprender a propios y a extraños y, como con su predecesor, es aclamado por público y crítica.
Dorantes fue invitado por la ministra de Cultura de España a formar parte del Patronato de la Institución Pública - Fundación de Cultura Gitana. Un honor concedido en valor de su aportación a la música flamenca y su internacionalización.
En 2012, Dorantes clausuró el prestigioso Festival de Jazz de Montreal, siendo esta su segunda visita el festival en 2 años y saca el que es hasta ahora su último disco, ¡Sin muros!, en colaboración con algunos de los grandes artistas del momento, como Arcángel, Carmen Linares, Miguel Poveda, José Mercé, Noa, y Enrique Morente (fallecido en diciembre de 2010).
En 2013, Dorantes compuso 'Cristo Errante' para la Agrupación Musical Cristo de los Gitanos (Sevilla).
El 16 de diciembre de 2017 actuó en el Teatro Principal de Puerto Real presentando su nuevo trabajo "El tiempo por testigo...a Sevilla" con el público puesto en pie ante tal derroche de arte.
En 2018 clausuró la Bienal de Flamenco de Sevilla

## Crítica
- «Músicos de la inventiva y el dominio técnico de Dorantes, debieran acabar con las suspicacias que, todavía hoy, al parecer, sigue suscitando el piano flamenco, no solo en el ámbito jondo» (Diario de Sevilla).

- «Escrupuloso en la técnica, innovador en la composición y perfecto en la ejecución, Dorantes es ya un nombre con mayúsculas en el mundo del piano flamenco. En la actualidad, David Peña Dorantes es uno de los mejores embajadores de la música andaluza» (Prensa Comunidad de Madrid).

- «Dorantes, un alma pura haciendo música. Dorantes tiene la delicadeza, la candidez y la imaginación de un niño y, al mismo tiempo, la madurez necesaria para dar forma y coherencia estructural a sus ideas» (Manuel Moraga).

- «Su juventud y su pujanza artística le convierten en unos de los músicos españoles con mayor proyección internacional» (Fundación Pública Instituto de Cultura Gitana).

- «Dorantes es un músico de los que llaman «de raza». Escuchad y que vuestra mente y vuestro corazón, de la mano de la música de Dorantes, os lleven a mundos inexplorados e irrepetibles de nuestra existencia» (Wyne).

- «Apoteósico, lo de anoche fue apoteósico. Dorantes rompió moldes. Tomó el taburete, miró al público y sin mediar una sola palabra, se comió el piano. Huye de la melodía, reniega de lo tarareable, frasea en otro universo» (El Mundo).

- «Su virtuosismo clásico y jondo linaje marcan la diferencia » (El Periódico).

- «Dorantes es un extraordinario pianista, poderoso en pulsación y conocedor de la técnica jazzística, un virtuoso pianista capaz de viajar por senderos del jazz latino, marcar bulerías de ritmos endiablados y grandiosidades apabullantes» (La Vanguardia).

- «Dorantes ha dejado patente una vez más primordialmente su virtuosismo y su capacidad de compositor, partiendo de las raíces de los estilos, infundiéndole un tratamiento libérrimo, sin perder nunca de vista, digámoslo así, los sones originarios» (ABC).[3]

## Discografía
- 1998: Orobroy (EMI)
- 2002: Sur (EMI)
- 2012: ¡Sin muros! (Universal)
- 2015: Paseo a dos con Renaud Garcia-Fons (Nemomusic)
- 2017: El tiempo por testigo... a Sevilla (Flamenco Scultura, S.L.)
- 2020: La Roda del Viento (Flamenco Scultura S.L.)
- 2022: Identidad (Flamenco Scultura S.L.)

## Premios
- 1997: Premio Demófilo[4] al artista revelación.[5]
- 1999: Premio nacional de la crítica Flamenco Hoy al mejor álbum, por Orobroy.
- 2002: Giraldillo[6] a la mejor música original, por Sur.
- 2002: Giraldillo al mejor espectáculo.
- 2002: Giraldillo especial del público.
- 2003: Premio nacional de la crítica Flamenco Hoy al mejor álbum instrumental del año, por Sur.
- 2004: Premio nacional de la crítica Flamenco Hoy al mejor DVD de flamenco del año.
- 2006: Giraldillo al momento mágico: Dorantes-Poveda-Hierbabuena.
- 2008: Premio Demófilo a la mejor producción del bienio.
- 2008: Hijo predilecto de la ciudad de Mairena del Aljarafe.
- 2009: Candidato a los Premios de la Música, por Cuando Lebrijano canta se moja el agua.[7]
- 2009: Premio Nacional de Música al Joven Creador 2009, de la Fundación Pública de Cultura Gitana, y el Ministerio de Cultura.[8]
- 2017: Medalla de Oro de la Provincia de Sevilla

## Colaboraciones
Su presencia en los mejores festivales y teatros internacionales se consolida en 2011 albergando en su recorrido los mejores escenarios nacionales e internacionales como
Sadler's Wells (Londres),
Midem (Cannes),
Royal Albert Hall (Londres),
Skirball Theater (Nueva York),
Lisner Auditorium (Washington D. C.),
Bozar - Palacio de Bellas Artes (Bruselas),
Theatre Alhambra (Ginebra),
Nuevo Teatro Nacional de Tokio,
Sumida Thriphony Hall (Tokio),
Lobero Theatre (California),
Teatro Manzoni (Italia),
Suzanne Dellal Center (Israel),
Auditorio Nacional de Música (Madrid),
Antalya Kultur Merkezi (Turquía),
el prestigioso Cemat Resit Rey Salonoy (Estambul),
Rotterdamse Schouwbur (Holanda),
La Grande Halle de la Villette (París),
Palau de la Música (Barcelona),
Teatro Maestranza (Sevilla),
Bulgaria Concert Hall (Sofía),
Auditorium Parco della Música de Roma,
Teatre du Nouve Monde (Montreal);
los mejores festivales como el Festival Jazz Donosti,
San Javier Jazz Festival,
Rhino Jazz Festival,
Jazz Sur Son 31,
Festival de Música y Danza de Granada,
Fugue en Pay Jazz,
Bienal de Flamenco de Sevilla,
Arte Flamanco Mont de Marsan.
Compartió escenario con multitud de artistas, como
Lole Montoya,
Estrella Morente,
Susheela Raman,
El Barrio,
El Pele,
José Mercé,
Miguel Poveda,
Fernando Terremoto,
Diego Carrasco,
Rafael de Utrera,
José Valencia,
Tomás de Perrate,
Inés Bacán,
Niño Ruven,
Haze (MC),
Chiquetete,
Arcángel y
Noa.
Músicos de la talla de
José Ángel Hevia,
Gerardo Núñez,
Juan Manuel Cañizares,
Jorge Pardo,
Carles Benavent,
Tino di Geraldo,
Keshab Canti Showdhury,
Michel Camilo,
Chucho Valdés,
Randy Newman,
Liza Minnelli,
Gloria Gaynor,
Theodosii Spassov,
Tomás Gubitsch,
Vicente Amigo,
Pitingo,
Diego el Cigala,
Estrella Morente,
Tomatito.
Han interpretado sus composiciones
Chick Corea,
Renaud Garcia-Fons,
Ara Malikian,
Luis Salinas,
el maestro Gamboa,
Wim Mertens,
el violinista neoyorquino Yehudi Menuhin,
Omar Sosa,
o el reconocido cantautor francés Christophe, quien para su último CD It must to be a sing contrató a Dorantes para la producción y los arreglos musicales de varios de los temas.
Han interpretado sus composiciones clásicos como
el Cuarteto Celtiberia
la Orquesta de Córdoba,
la Orquesta Filarmónica de Andalucía,
la Orquesta Nacional de Tokio,
la Orquesta Nacional Radio Sofía y
la Orquesta Sinfónica de Málaga.
Ha sido invitado a compartir escenario junto a músicos de la world music como
Musafir,
Tomás Gubitsch,
Caravasar,
Ron Carter y
Kenny Werner, complementándolo con su faceta de productor, arreglista y compositor para cine y televisión.